# Antonia Maria Verna
Antonia Maria Verna (Pasquaro, 12 giugno 1773 – Rivarolo Canavese, 25 dicembre 1838) è stata una religiosa italiana, fondatrice delle suore di Carità dell'Immacolata Concezione d'Ivrea: è stata proclamata beata nel 2011.

## Biografia
A quindici anni fece voto di verginità e poco dopo iniziò a dedicarsi all'istruzione dei bambini di Pasquaro, frazione di Rivarolo Canavese.
Nel 1806 riunì a Rivarolo una compagnia di donne per l'istruzione dei fanciulli, la catechesi e la visita agli ammalati poveri: a causa della complessa situazione politica, solo nel 1828 riuscì a far riconoscere formalmente la sua opera, da cui ebbe origine la congregazione delle Suore di Carità.
Per evitare la fusione, promossa dai lazzaristi di Torino, con le Figlie della Carità, nel 1835 la Verna ottenne la protezione del vescovo di Ivrea e trasferì nella sua città la sede centrale della congregazione.
Morì nel 1838, dopo una breve malattia.

## Il culto
Il 19 dicembre 2009 papa Benedetto XVI l'ha dichiarata venerabile; il 14 gennaio 2011 lo stesso pontefice ha decretato l'autenticità di un miracolo attribuito all'intercessione della Verna consentendone la beatificazione. Il rito di beatificazione, presieduto dal cardinale Tarcisio Bertone, è stato celebrato nel duomo di Ivrea il 2 ottobre 2011.
La sua memoria si celebra il 25 dicembre.